# Pre-Nettariano
Il Pre-Nettariano, nella scala dei tempi geologici lunari, è un'era geologica che va da 4550 a 3920 milioni di anni fa circa; il suo inizio coincide con la data di formazione della Luna. Le rocce formatesi in questo periodo iniziale della storia lunare sono state pesantemente modificate dai successivi impatti meteorici.